# Ácido flavogallonico
Ácido flavogallonico es un tanino hidrolizable que se puede encontrar en Quercus macrolepis en los castaños o en Terminalia myriocarpa.